# متسلسلات مادهافا
في الرياضيات، متسلسلات مادهافا هي مجموعة من المتسلسلات التي يعتقد أنها أكتشفت من قبل مادهافا من سانغماغراما (1350 - 1425)، مؤسس مدرسة كيرلا لعلم الفلك والرياضيات ولاحقًا من قبل غوتفريد لايبنتس، من بين آخرين. هذه التعبيرات هي متسلسلة ماكلورين للدوال المثلثية الجيب، وجيب التمام ودالة الظل العكسية، والحالة الخاصة لمتسلسلة القوى لدالة الظل العكسية تساعد في حساب قيمة الثابت π.

## متسلسلات مادهافا بالترميز الحديث
في كتابات علماء الرياضيات وعلماء الفلك في مدرسة كيرلا، وُصفت متسلسلة مادهافا بالمصطلحات والمفاهيم الحديثة في ذلك الوقت. عندما نترجم هذه الأفكار إلى ترميزات ومفاهيم الرياضيات المعاصرة، نحصل على المعادلات الحالية لمتسلسلة مادهافا. تلك المتسلسلات هي:
| رقم | المتسلسلات                                                                                                  | الاسم                       | المكتشفون الغربيون للمتسلسلة والتواريخ التقريبية للاكتشاف |
| --- | --- | --------------------------- | --------------------------------------------------------- |
| 1   | {\displaystyle \sin x=x-{\frac {x^{3}}{3!}}+{\frac {x^{5}}{5!}}-{\frac {x^{7}}{7!}}+\cdots }                | متسلسلة الجيب لمادهافا      | إسحاق نيوتن (1670) وغوتفريد لايبنتس (1676)                |
| 2   | {\displaystyle \cos x=1-{\frac {x^{2}}{2!}}+{\frac {x^{4}}{4!}}-{\frac {x^{6}}{6!}}+\cdots }                | متسلسلة جيب التمام لمادهافا | إسحاق نيوتن (1670) وغوتفريد لايبنتس (1676)                |
| 3   | {\displaystyle \arctan(x)=x-{\frac {x^{3}}{3}}+{\frac {x^{5}}{5}}-{\frac {x^{7}}{7}}+\cdots }               | متسلسلة قوس الظل لمادهافا   | جيمس غريغوري (1671) وغوتفريد لايبنتس (1676)               |
| 4   | {\displaystyle {\frac {\pi }{4}}=1-{\frac {1}{3}}+{\frac {1}{5}}-{\frac {1}{7}}+\cdots } (صيغة لايبنتس ل π) | صيغة مادهافا للثابت π       | جيمس غريغوري (1671) وغوتفريد لايبنتس (1676)               |

## طالع أيضًا
- مادهافا من سانغماغراما
- تقريب بادي
- متسلسلة تايلور
- متسلسلة لوران